# 小聖赫勒拿島海燕
小聖赫勒拿島海燕（Bulweria bifax）是聖赫勒拿島特有的一種鸌科鳥類。